# Stéphane Milochevitch
Stéphane Milochevitch est un auteur-compositeur-interprète français, qui a également sorti des disques sous le pseudonyme de Thousand.

## Biographie
Stéphane Milochevitch est né en Lorraine. Sous le pseudonyme de Thousand, il commence dans le folk rock indépendant, chantant en anglais. En duo avec Guilhem Granier (Thousand & Bramier), il sort en 2006 un premier disque de folk sobre et sombre The Sway Of Beasts. Son premier disque solo The Flying Pyramid sort en 2009 sur le label aveyronnais Arbouse Recordings,.
En 2011, il joue son propre rôle dans le film Les Bien-aimés, de Christophe Honoré, sous l’impulsion de Frédéric Lo, son producteur de l’époque également chargé de la BO du long-métrage. Il a également été l'illustrateur de la pochette du disque Brotherocean de Syd Matters.
Il sort en 2012 Tous les jours, un EP (label Fargo Records), avec Emma Broughton. En 2015 est publié l'album Thousand, cette fois avec le label Talitres.
Avec Le Tunnel végétal sorti en 2018, il effectue une rupture importante dans son style musical. Il chante dorénavant en français, avec un phrasé proche du slam. Dans la même veine, Au Paradis est publié en 2020, juste avant la crise sanitaire. Les cordes sont arrangées par Bryce Dessner.
Fin 2023, sous son vrai nom de Stéphane Milochevitch, il sort La Bonne aventure.
Il a grandi à Grenoble et a vécu quatre ans à Houston, au Texas. Il s'installe à Dieulefit dans la Drôme provençale en 2021,. Il a  parallèlement à sa carrière d'artiste, un métier d’adaptation et de traduction synchronisée pour le sous-titrage de films.